# Heuchera
Heuchera of purperklokje is een geslacht van ten minste 53 soorten kruidachtige, overblijvende planten uit de steenbreekfamilie (Saxifragaceae). Alle soorten komen van nature voor in Noord-Amerika. Het geslacht is genoemd naar Johann Heinrich von Heucher (1677–1746), een 18e-eeuwse Duitse arts en botanicus.
De planten hebben handvormig gelobde bladeren op een lange bladsteel en een dikke, houtige onderstam. In het Engels worden ze vaak 'Alumroot' of 'coral bells' genoemd. 
De planten groeien in heel verschillende ecotopen, waardoor er een grote variatie in uiterlijk optreedt. De voorkeur in temperatuur, grondsoort en andere natuurlijke hulpbronnen varieert sterk. Heuchera maxima groeit op de winderige, rotsige en met zout besproeide kusten van de Santa Barbara-eilanden. Heuchera sanguinea wordt gevonden in de hete, droge canyons van Arizona.

## Tuin
Tuinders en kwekers hebben een uitgebreide set van cultivars (waaronder hybriden) ontwikkeld in de meest uiteenlopende kleuren, afmetingen en vormen van de bloemen, voor elke grondsoort en elke plaats in de tuin.
... · Astilbe · Bergenia · Chrysosplenium (Goudveil) · Heuchera · Saxifraga (Steenbreek) · ...